# 魏秉奎
魏秉奎（1928年10月—1999年6月4日），辽宁海城人，中共第九、十届中央委员。
1953年3月入党。1952年3月起是鞍山钢铁公司铸管厂工人，12月参加中国新民主主义青年团。文化大革命期间，参与并组织造反派，1968年任鞍山市革命委员会副主任，随后担任中国工人代表团团长、辽宁省总工会主任。1969年3月至1977年3月任辽宁省革命委员会副主任。1975年1月当选第四届全国人大常委，1975年9月至1977年3月任中共辽宁省委书记。1978年11月被撤销党内外一切职务。